# Bang, bang slår mitt hjärta
Bang, bang slår mitt hjärta är ett studioalbum från 1996 av det svenska dansbandet Keith Almgrens orkester, som bestod av låtskrivare- och producentteamet Keith Almgren/Patrik Lindqvist/Lars E. Ohlsson och Jan Johansson, och är deras andra album. På några spår på albumet medverkar originalmedlemmen och sångaren Claes Lövgren samt även Ann-Cathrine Wiklander, Lennart Grahn och Tommy Wåhlberg från gruppen Shanes samt Anne-Lene Andersson. "Gör det med mej" från plattan kom förts ut som singel under namnet W.A.G (Wåhlberg/Almgren/Grahn) och testades till Svensktoppen den 22 juli 1995. Titelmedlodin finns också med som bonusspår på albumet "Höstens melodier" 1995.

## Låtförteckning
1. På nya vingar (Patrik Lindqvist-Keith Almgren)
2. Du och ingen annan (Keith Almgren)
3. Kärlekens vind (Patrik Lindqvist-Keith Almgren)
4. Vänner igen (Patrik Lindqvist-Keith Almgren)
5. Bang, bang slår mitt hjärta (sång) (Patrik Lindqvist-Keith Almgren)
6. Jag skulle ge dej alla stjärnor (Patrik Lindqvist-Keith Almgren)
7. Kär igen (Keith Almgren-Patrik Lindqvist-Keith Almgren)
8. Frihetens sång (Patrik Lindqvist-Keith Almgren)
9. I kärleken dom fann varann (Keith Almgren)
10. Gör det med mej (Lars E.Ohlsson-(Keith Almgren) - W.A.G (Wåhlberg/Almgren/Grahn)
11. Som en dröm (sång av Ann-Cathrine Wiklander) (Schlager-SM TV 3) (Jan Johansson-Keith Almgren)
12. Musiken har tystnat (Keith Almgren-Lars E. Ohlsson)

### Fotnoter
1. ↑  ”Bang, bang slår mitt hjärta”. Svensk mediedatabas. 28 februari 1996. https://smdb.kb.se/catalog/id/001510494. Läst 17 december 2019.